# گارد مرزی فنلاند
گارد مرزی فنلاند (انگلیسی: Finnish Border Guard) گارد مرزی یا پلیس مرزبانی زیرمجموعه نیروهای مسلح فنلاند است، که در سال ۱۹۱۹ تأسیس شد.